# Diallylhexasulfid
Diallylhexasulfid ist eine Verbindung aus der Gruppe der organischen Polysulfide.

## Vorkommen

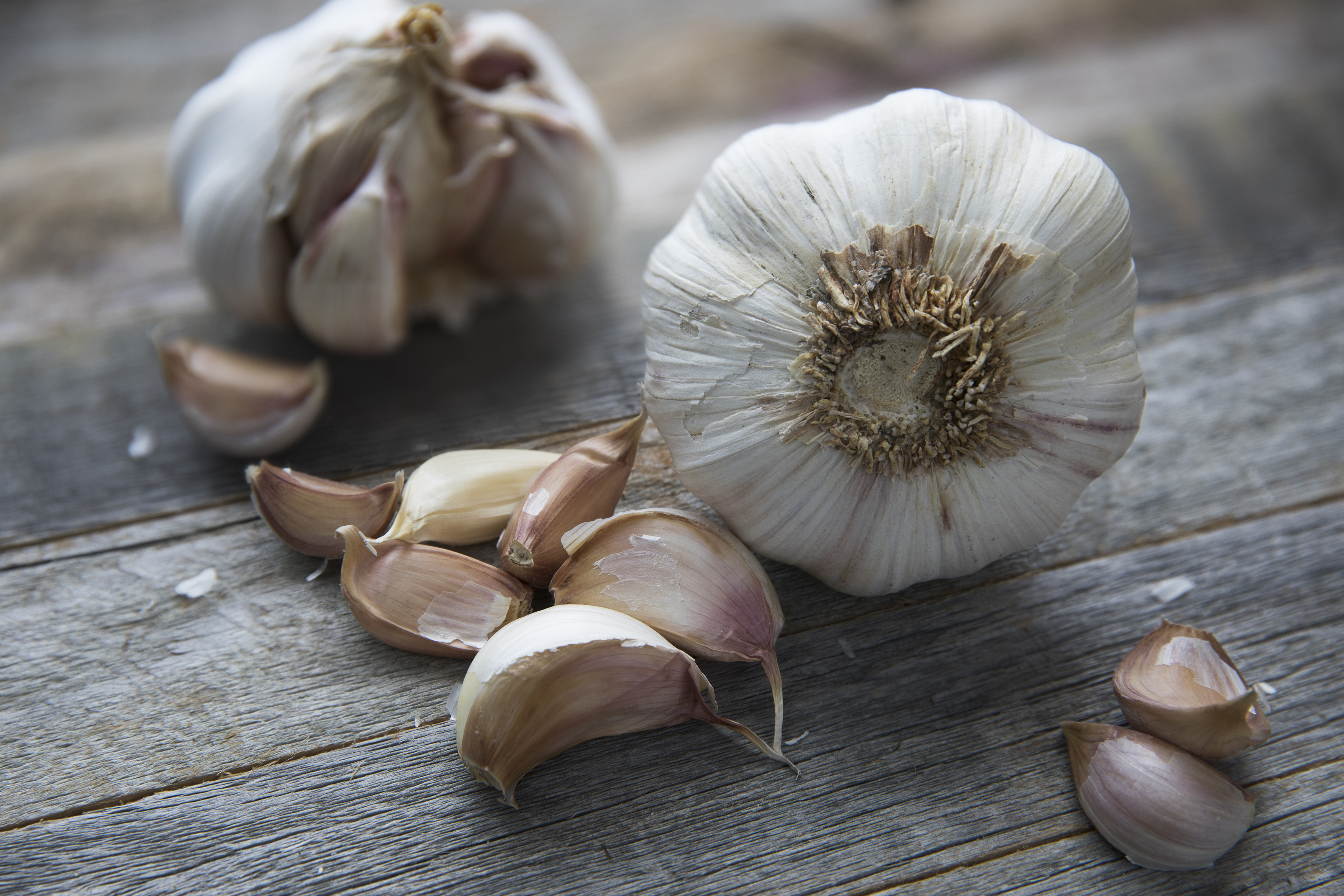
Knoblauch enthält Diallylhexasulfid

Diallylhexasulfid kommt insbesondere in Knoblauchöl vor, außerdem in Schnittlauch.

## Synthese
Umsetzung von Schwefel und Natriumsulfid mit Allylbromid und Tetrabutylammoniumbromid ergibt eine Mischung aus Diallyltrisulfid, Diallyltetrasulfid, Diallylpentasulfid und Diallylhexasulfid, die anschließend getrennt werden kann.

## Eigenschaften
Diallylhexasulfid ist ein starkes Antioxidationsmittel.